# Амир Муиззи
Абу Абдаллах Мохаммед ибн Абд аль-Малик (перс. ابوعبدالله محمد پسر عبدالملک‎), более известный как Муиззи́ Нишапури́ (مُعِزّی نیشابوری) — персидский поэт XI—XII веков, придворный поэт Сельджукидов Хорасана.
Муиззи родился в Нишапуре в 1048 или 1049 году в семье известного поэта, амир аш-шуара (букв. «эмир поэтов») Абд аль-Малика Бурхани, жившего при дворе Сельджукидов Алп-Арслана и Мелик-шаха I. Он унаследовал пост придворного поэта от своего отца во времена правления Мелик-шаха, который присвоил Муиззи титул «Амир». Когда после смерти его покровителя в государстве возникла междоусобица, поэт покинул двор и отправился в путешествие, посетив Герат, Нишапур, Исфахан и другие города.
Мухаммад Ауфи сообщает, что Муиззи был случайно убит Санджаром во время учебной стрельбы из лука. Однако в диване Муиззи содержатся стихи о том, как он год выздоравливал после того, как в него попала стрела султана. Вероятно, долгое отсутствие при дворе породило слухи о том, что поэт умер. В пользу этого свидетельствует то, что поэт упоминает этот инцидент в нескольких местах.
Точная дата смерти Муиззи неизвестна. Последним, кому автор посвятил свой панегирик был визирь Санджара по имени Муин ад-Дин Мухтасс аль-Мульк, убитый в 1127 году. Из этого можно сделать вывод, что поэт был жив до этой даты. Однако Низами Арузи, закончивший «Четыре беседы» в 1157 году, никак не упоминает о смерти Муиззи, что может свидетельствовать о том, что он был жив в момент завершения работы над этой книгой.